# SpiderOak
SpiderOak is een online opslag- en synchronisatiedienst. De dienst is beschikbaar voor Windows, Mac, Linux, iOS en Android. Sommige componenten van SpiderOak zijn opensourcesoftware.
SpiderOak biedt twee accounttypes: een gratis versie, waarbij de gebruiker 2 GB krijgt, en een betaald abonnement voor grotere capaciteiten.

## Geschiedenis
SpiderOak werd uitgebracht in december 2007 door Ethan Oberman en Alan Fairless als een back-upprogramma. In 2016 was SpiderOakONE, de Android-versie, 100.000 tot 500.000 keer gedownload.
Het hoofdkwartier van het bedrijf SpiderOak bevindt zich in Kansas City, Missouri.

## Veiligheid
Wanneer SpiderOak voor het eerst opgestart wordt, wordt er een aantal encryptiesleutels gegenereerd. Deze sleutels worden zelf versleuteld met het wachtwoord dat de gebruiker kiest. De encryptiesleutels worden weer versleuteld met het wachtwoord opgeslagen op de servers van SpiderOak. Als gevolg hiervan is het niet mogelijk om de gegevens te ontsleutelen zonder dat het wachtwoord bekend is, maar is het ook niet mogelijk om het wachtwoord te herstellen in het geval de gebruiker dit vergeet.
In tegenstelling tot meer populaire online opslagdiensten zoals Dropbox, Google Drive en OneDrive versleutelt SpiderOak bestanden standaard. De encryptie die SpiderOak gebruikt bestaat uit een combinatie van 2048 bit RSA en 256 bit AES.
Een bekende gebruiker van SpiderOak is Edward Snowden.

## Functies
- Bestanden synchroniseren tussen verschillende computers: SpiderOak draait voortdurend in de achtergrond om wijzigingen te detecteren in de synchronisatiemap. Als er wijzigingen gedetecteerd worden zorgt de SpiderOak-client ervoor dat deze wijzigingen ook online doorgevoerd worden waardoor er overal dezelfde bestanden staan.
- De-duplicatie van gegevens: meerdere kopieën van hetzelfde bestand worden eenmaal opgeslagen.[6]
- Herstellen van verwijderde bestanden: verwijderde bestanden worden in een soort prullenbak bijgehouden, waardoor deze hersteld kunnen worden als de bestanden per ongeluk werden verwijderd. Deze verwijderde bestanden worden onbeperkt bijgehouden.[7]
- Versiegeschiedenis: bij wijzigingen aan een bestand wordt op de server van SpiderOak de oude versie van het bestand opgeslagen zodat de wijzigingen eventueel ongedaan gemaakt kunnen worden.[7]
- Bestanden en mappen delen met andere personen.[7]
- Eigen SpiderOak-server opzetten voor privaat gebruik.[8]